# Sao nhập ngũ (mùa 13)
Mùa thứ 13 của chương trình Sao nhập ngũ với tên gọi Sao nhập ngũ 2023: Những chiến binh của biển được phát sóng trên kênh QPVN và HTV7 từ ngày 6 tháng 1 đến ngày 5 tháng 5 năm 2023. Mùa này có sự tham gia của Đoàn Thiên Ân, Võ Hoàng Yến, Linh Ngọc Đàm, Mai Âm Nhạc, Trang Hý, Diễm My 9X, Thùy Anh và Nhã Phương cùng các khách mời; họ được huấn luyện bởi Thiếu tá Nguyễn Văn Dũng tại Liên đội đặc công nước 7, Lữ đoàn Đặc công nước 5, Binh chủng Đặc công, Quân đội nhân dân Việt Nam.
Đây là mùa thứ ba có tất cả các người chơi đều là nữ (sau mùa thứ 4 và mùa thứ 11), và là mùa đầu tiên có những khách mời không cố định tham gia chương trình. Đây cũng là mùa đặc công nước nữ đầu tiên của Sao nhập ngũ với một định dạng mới.

## Lịch sử và sản xuất
Những hình ảnh đầu tiên của Sao nhập ngũ 2023 đã bị rò rỉ trên mạng xã hội vào cuối tháng 11 năm 2022, hé lộ các người chơi của mùa mới gồm hoa hậu Đoàn Thiên Ân, siêu mẫu Võ Hoàng Yến, streamer Linh Ngọc Đàm, rapper Mai Âm Nhạc cùng các diễn viên Nhã Phương, Trang Hý, Diễm My 9X và Thùy Anh.
Với Thiên Ân, đây là chương trình truyền hình đầu tiên mà cô tham gia từ sau Hoa hậu Hòa bình Quốc tế 2022. Trong buổi phỏng vấn khi vừa trở về từ cuộc thi này, cô từng cho biết mình sắp tham gia một show thực tế nhưng lại không hé lộ tên chương trình; và báo Thể thao & Văn hóa cho rằng hình ảnh của cô xuất hiện tại chương trình chính là lời giải đáp cho người hâm mộ. Ngoài ra, khán giả cũng chờ đợi sự xuất hiện của Võ Hoàng Yến, Mai Âm Nhạc hay Trang Hý trong chương trình.
Cuối tháng 12 năm 2022, ban tổ chức đã xác nhận đội hình các nghệ sĩ góp mặt trong mùa mới, đồng thời lần lượt tung ra loạt ảnh mặc quân phục của từng nghệ sĩ tham gia chương trình. Ngoài các thành viên nữ, chương trình còn có sự góp mặt của các thành viên nam trong vai trò khách mời. Trương Thế Vinh, Hà Việt Hoàng và Dương Lê Hoàng Hiệp là những người đã xác nhận tham gia chương trình.
Tối ngày 31 tháng 12 năm 2022, Sao nhập ngũ 2023 công bố trailer tiết lộ những tình tiết chính diễn ra trong chương trình. Trong trailer, ngoài Trương Thế Vinh, Hà Việt Hoàng và Dương Lê Hoàng Hiệp còn có S.T Sơn Thạch (cựu thành viên Sao nhập ngũ 2022), Phạm Văn Mách và Nguyễn Trần Duy Nhất. Tạp chí Hoa Học Trò cho biết điểm mới của mùa này là tìm ra một đội hình mạnh nhất thông qua quá trình huấn luyện khắc nghiệt, và việc những chiến sĩ không đáp ứng được yêu cầu phải điều chuyển rời khỏi đội để thực hiện các nhiệm vụ khác phù hợp hơn là một trong những điểm mới đó, với tính thử thách được đẩy lên cao hơn.
Vì là mùa đặc công nước nữ đầu tiên, Sao nhập ngũ 2023 được đánh giá có tính thử thách khó hơn so với các mùa trước. Bốn trong số tám chiến sĩ mới bị thương khi chương trình mới đi qua gần 2/3 mùa phát sóng. Ông Võ Thanh Hải - đại diện nhà sản xuất - trao đổi với VnExpress rằng việc đối mặt với vấn đề chấn thương là điều bất cứ ai khi tham gia chương trình đều phải sẵn sàng đối mặt. Ê-kíp chương trình cũng cho biết, khi nghiên cứu quá trình huấn luyện tại đơn vị, họ phải tìm hiểu kỹ cũng như xây dựng giáo trình phù hợp dưới sự tư vấn của phía đơn vị. Đối với các nhân vật tham gia trải nghiệm, bài tập được thiết kế phù hợp với thể lực của họ để tránh bị chấn thương nặng. Công tác bảo đảm an toàn trước và trong quá trình huấn luyện cũng được thắt chặt. Đội trưởng Nguyễn Văn Dũng cũng khẳng định, trước mọi nội dung huấn luyện, đơn vị luôn có công tác chuẩn bị đảm bảo an toàn. Lực lượng bảo hiểm luôn theo sát để bảo đảm an toàn cũng như xử lý các tình huống có thể xảy ra, trong khi lực lượng quân y cũng luôn sẵn sàng phản ứng nếu có chấn thương xảy ra.
Mùa này do Viettel Media thuộc Tập đoàn Công nghiệp – Viễn thông Quân đội sản xuất. Bản phát sóng trên kênh QPVN được đơn vị phối hợp với Kênh Truyền hình Quốc phòng Việt Nam thực hiện, trong khi bản phát sóng trên HTV7 được phối hợp thực hiện cùng Đài Truyền hình Thành phố Hồ Chí Minh.

### Ghi hình
Chương trình được ghi hình tại Liên đội đặc công nước 7, Lữ đoàn Đặc công nước 5, Binh chủng Đặc công vào tháng 11 năm 2022. Đây là lần thứ hai Sao nhập ngũ ghi hình tại địa điểm này, sau mùa thứ 8 - Đối mặt với biển phát sóng vào đầu năm 2019.

### Quảng bá
—Ông Lê Anh Ngọc - Phó Giám đốc nội dung của Viettel Media - đại diện nhà sản xuất, chia sẻ tại buổi họp báo.
Buổi họp báo ra mắt Sao nhập ngũ 2023 đã diễn ra vào sáng ngày 4 tháng 1 năm 2023 tại Thành phố Hồ Chí Minh. 7 trong 8 thành viên nữ của mùa (trừ Thùy Anh không thể tham gia buổi họp báo do vướng lịch trình riêng) đã chia sẻ những câu chuyện thú vị trong quá trình ghi hình mùa này.
Theo chia sẻ của ông Lê Anh Ngọc tại buổi họp báo, mùa này sẽ là mùa đánh dấu sự thay đổi và chuyển mình mạnh mẽ của chương trình. Ông cho biết rằng sau 12 mùa, nhà sản xuất nhận ra rằng chương trình đã có những dấu hiệu lặp lại và dễ đoán; đây là lý do chương trình đã xây dựng lại kịch bản cho mùa này. Ông khẳng định sẽ có nhiều bất ngờ dành cho các nhân vật trải nghiệm lẫn các chiến sỹ tham gia huấn luyện trong suốt mùa này. Tổng đạo diễn Lương Hải Khoa nói thêm rằng ở mùa thứ 13 này, các nghệ sĩ được trải nghiệm môi trường quân ngũ ở một đơn vị đặc biệt cũng như trong một khóa huấn luyện đặc biệt để chọn ra những người phù hợp nhất tham gia vào một trận đánh chuyên nghiệp mà không phải ai cũng được trải qua. Theo nhà sản xuất, với những thay đổi này, họ mong muốn chương trình sẽ góp phần truyền cảm hứng cho những người trẻ thêm yêu mến môi trường quân ngũ, sẵn sàng lên đường nhập ngũ với tâm thế vui tươi, cống hiến cho Tổ quốc.

## Phát sóng
Sao nhập ngũ 2023 lên sóng tập đầu tiên vào ngày 6 tháng 1 năm 2023. Chương trình được phát sóng vào thứ 6 hàng tuần lúc 17:15 trên kênh QPVN, 21:30 trên kênh HTV7, công chiếu đồng thời trên kênh YouTube chính thức của chương trình và trên ứng dụng Mocha; phát lại vào 12:00 thứ 7 hàng tuần kênh SCTV6. Từ tập 2, chương trình cũng được phát sóng trên ứng dụng TV360 của nhà sản xuất vào lúc 21:15 thứ 6 hàng tuần.

## Nhân vật trải nghiệm

### Nhân vật chính
Các nhân vật tham gia chương trình được chương trình tiết lộ vào cuối tháng 12 năm 2022.
| Tên nhân vật (Nghệ danh)            | Nghề nghiệp | Cấp bậc  | Vai trò              |
| ----------------------------------- | ----------- | -------- | -------------------- |
| Nguyễn Văn Dũng                     | Quân nhân   | Thiếu tá | Chỉ huy              |
| Võ Hoàng Yến                        | Người mẫu   |          | Nhân vật trải nghiệm |
| Vũ Phạm Diễm My (Diễm My 9x)        | Diễn viên   |          | Nhân vật trải nghiệm |
| Trần Thị Nhã Phương                 | Diễn viên   |          | Nhân vật trải nghiệm |
| Nguyễn Thùy Anh                     | Diễn viên   |          | Nhân vật trải nghiệm |
| Lê Ngọc Minh Trang (Trang Hý)       | Diễn viên   |          | Nhân vật trải nghiệm |
| Đàm Thị Ngọc Linh (Linh Ngọc Đàm)   | Streamer    |          | Nhân vật trải nghiệm |
| Hoàng Hương Quỳnh Mai (Mai Âm Nhạc) | Rapper      |          | Nhân vật trải nghiệm |
| Đoàn Thiên Ân                       | Người mẫu   |          | Nhân vật trải nghiệm |

### Nhân vật khách mời
| Tên nhân vật (Nghệ danh)             | Nghề nghiệp                                 | Vai trò          | Tập    |
| ------------------------------------ | ------------------------------------------- | ---------------- | ------ |
| Nguyễn Xuân Vinh (Trương Thế Vinh)   | Ca sĩ, diễn viên                            | Nhân vật làm mẫu | 9, 10  |
| Nguyễn Trần Duy Nhất                 | Võ sĩ muay Thái                             | Nhân vật làm mẫu | 10, 11 |
| Phạm Văn Mách                        | Lực sĩ                                      | Nhân vật làm mẫu | 10, 11 |
| Hà Việt Hoàng                        | Sinh viên, thành viên Siêu trí tuệ Việt Nam | Nhân vật làm mẫu | 10, 11 |
| Dương Lê Hoàng Hiệp                  | Sinh viên, thành viên Siêu trí tuệ Việt Nam | Nhân vật làm mẫu | 10, 11 |
| Nguyễn Cao Sơn Thạch (S.T Sơn Thạch) | Ca sĩ                                       | Nhân vật làm mẫu | 11, 12 |

## Các tập phát sóng
| Tập | Tiêu đề                           | Ngày phát sóng      | TK                          |
| --- | --------------------------------- | ------------------- | --------------------------- |
| 1 | "Cuộc hẹn trên bờ cát"            | 6 tháng 1 năm 2023  | [ 23 ] [ 24 ]               |
| - Mở đầu huấn luyện - Kiểm tra chỉ số ban đầu: Bơi |                                   |                     |                             |
| 2 | "Không biết rồi sẽ biết"          | 13 tháng 1 năm 2023 | [ 25 ] [ 26 ] [ 27 ]        |
| - Kiểm tra chỉ số ban đầu: Bơi (tiếp) - Ăn cơm tập thể - Huấn luyện và hội thao tiền đình: Đu quay - Cầu sóng |                                   |                     |                             |
| 3 | "Lấy tập thể rèn cá nhân"         | 20 tháng 1 năm 2023 | [ 28 ] [ 29 ] [ 30 ] [ 31 ] |
| - Huấn luyện và hội thao tiền đình: Đu quay - Cầu sóng (tiếp) - Ăn cơm tối - Báo động kiểm tra tập hợp |                                   |                     |                             |
| 4 | "Sao nhập ngũ chào xuân 2023"     | 27 tháng 1 năm 2023 | [ 32 ] [ 33 ]               |
| Đây là tập đặc biệt của chương trình để chào đón Tết Nguyên Đán 2023. 4 chiến sĩ mới Võ Hoàng Yến, Nhã Phương, Trang Hý và Thiên Ân đã có những chia sẻ về những điều đáng nhớ của họ sau khi nhập ngũ. |                                   |                     |                             |
| 5 | "Trước ngày nhập ngũ"             | 3 tháng 2 năm 2023  | [ 34 ] [ 35 ] [ 36 ] [ 37 ] |
| Đây là tập đặc biệt (và cũng là tập tiền truyện của chương trình) ghi lại những hình ảnh về sự chuẩn bị của các chiến sĩ mới trước khi bước vào kỳ nhập ngũ của chương trình. Ninh Dương Lan Ngọc, Diệu Nhi, Ái Phương và Misthy là những khách mời đặc biệt trong tập này. |                                   |                     |                             |
| 6 | "Chào đồng chí Mũi trưởng!"       | 10 tháng 2 năm 2023 | [ 38 ] [ 39 ] [ 40 ] [ 41 ] |
| Tập này có sự xuất hiện của Đại úy Nguyễn Việt Long, chỉ huy của Sao nhập ngũ 2020. Anh trở thành Mũi trưởng Mũi đặc công 1 kể từ tập này. - Báo động kiểm tra tập hợp (tiếp) - Thể dục buổi sáng: Chạy 2000m - Kiểm tra nội vụ sáng - Huấn luyện kỹ thuật lấy áp suất |                                   |                     |                             |
| 7 | "Chậm mà chắc"                    | 17 tháng 2 năm 2023 | [ 42 ] [ 43 ] [ 44 ] [ 45 ] |
| - Huấn luyện kỹ thuật lấy áp suất (tiếp) - Hội thao vận động tổng hợp - Huấn luyện, luyện tập và hội thao tháo lắp súng Micro Uzi - Huấn luyện sử dụng súng Micro Uzi |                                   |                     |                             |
| 8 | "Một đội hình, hai ngã rẽ"        | 24 tháng 2 năm 2023 | [ 46 ] [ 47 ] [ 48 ] [ 49 ] |
| - Hội thao bắn súng Micro Uzi - Sinh hoạt tối - Báo động kiểm tra quân số |                                   |                     |                             |
| 9 | "Mệnh lệnh cấp trên là tuyệt đối" | 3 tháng 3 năm 2023  | [ 50 ] [ 51 ] [ 52 ] [ 53 ] |
| Tập này có sự xuất hiện của chiến sĩ Nguyễn Xuân Vinh (Trương Thế Vinh) trong vai trò khách mời. - Báo động kiểm tra quân số (tiếp) - Kiểm tra nội vụ sáng - Võ thuật: Bộ môn khí công - Hội thao khí công |                                   |                     |                             |
| 10 | "Lựa chọn"                        | 10 tháng 3 năm 2023 | [ 54 ] [ 55 ] [ 56 ]        |
| Bốn chiến sĩ Nguyễn Trần Duy Nhất, Phạm Văn Mách, Hà Việt Hoàng và Dương Lê Hoàng Hiệp xuất hiện ở tập này trong vai trò khách mời. - Hội thao khí công - Rửa phản - Kiểm tra chiến sĩ mới - Hà Việt Hoàng và Dương Lê Hoàng Hiệp: Huấn luyện, hội thao tháo lắp súng Micro Uzi - Phạm Văn Mách và Nguyễn Trần Duy Nhất: Hội thao co tay xà đơn - Hội thao tổng hợp                                         |                                   |                     |                             |
| 11 | "Mọi vị trí đều quan trọng"       | 17 tháng 3 năm 2023 | [ 57 ] [ 58 ] [ 59 ] [ 60 ] |
| Tập này có sự xuất hiện của chiến sĩ Nguyễn Cao Sơn Thạch (S.T Sơn Thạch) trong vai trò khách mời. - Hội thao tổng hợp (tiếp) - Kiểm tra nội vụ sáng - Bộ phận chủ yếu: Huấn luyện kỹ thuật dùng pháo tay đánh vào lỗ bắn |                                   |                     |                             |
| 12 | "Sinh tồn để chiến đấu"           | 24 tháng 3 năm 2023 | [ 61 ] [ 62 ] [ 63 ]        |
| - Bộ phận chủ yếu: Huấn luyện kỹ thuật dùng pháo tay đánh vào lỗ bắn (tiếp) - Bộ phận bảo đảm: - Huấn luyện nội dung sinh tồn - Nhiệm vụ tìm kiếm nguồn thức ăn - Bộ phận chủ yếu: - Hội thao dùng lượng nổ đánh mục tiêu - Huấn luyện kỹ thuật lặn cơ bản |                                   |                     |                             |
| 13 | "Dưới làn nước lạnh"              | 31 tháng 3 năm 2023 | [ 64 ] [ 65 ] [ 66 ]        |
| - Bộ phận chủ yếu: - Huấn luyện kỹ thuật lặn cơ bản (tiếp) - Rèn luyện nín thở dưới nước - Bộ phận bảo đảm: Huấn luyện băng bó, cấp cứu, vận chuyển thương binh - Bộ phận chủ yếu: Hội thao tháo dây nút thắt - Bộ phận bảo đảm: Hội thao quân y - Sinh hoạt chính trị: Tâm lý chiến sĩ |                                   |                     |                             |
| 14 | "Tình đồng chí"                   | 7 tháng 4 năm 2023  | [ 67 ] [ 68 ] [ 69 ]        |
| - Sinh hoạt chính trị: Tâm lý chiến sĩ (tiếp) - Sinh hoạt tối: Sinh nhật chiến sĩ Vân Anh - Ăn sáng tập thể - Bộ phận chủ yếu: Huấn luyện và luyện tập leo dây ngang - Bộ phận bảo đảm: Huấn luyện dùng sao tiêu diệt mục tiêu |                                   |                     |                             |
| 15 | "Trui rèn bản lĩnh"               | 14 tháng 4 năm 2023 | [ 70 ] [ 71 ] [ 72 ]        |
| - Bộ phận bảo đảm: - Huấn luyện dùng sao tiêu diệt mục tiêu (tiếp) - Luyện tập phi sao - Trò chơi: Phi sao căng-tin - Bộ phận chủ yếu: Giải lao thao trường - Trò chơi: Vẽ hình tiếp sức - Bộ phận bảo đảm: Hội thao vùi giấu mình dưới cát - Phi sao - Bộ phận chủ yếu: Hội thao leo dây ngang - Bộ phận bảo đảm: Huấn luyện võ chiến đấu đặc công: Đánh địch có dao găm, súng ngắn, mã tấu và súng dài    |                                   |                     |                             |
| 16 | "Khi Tổ quốc cần"                 | 21 tháng 4 năm 2023 | [ 73 ] [ 74 ] [ 75 ]        |
| - Bộ phận bảo đảm: Hội thao võ chiến đấu đặc công - Bộ phận chủ yếu: - Huấn luyện động tác - Huấn luyện động tác kết hợp bao đấm - Hội thao boxing - Huấn luyện chiến thuật tập kích |                                   |                     |                             |
| 17 | "Đạp luồng sóng dữ"               | 28 tháng 4 năm 2023 | [ 76 ] [ 77 ] [ 78 ] [ 79 ] |
| Trong quá trình huấn luyện ở tập này, thiếu tướng Vũ Hồng Quang đã tới và thăm hỏi các chiến sĩ cũng như các nhân vật trải nghiệm của chương trình. - Hội thao giải cứu con tin - Bộ phận chủ yếu: - Huấn luyện và luyện tập vận động chiến trường - Hội thao vận động tổng hợp - Bộ phận bảo đảm: Hội thao dùng cơ động tiếp cận thuyền - Hội thao: Võ đài trên biển (Thi đẩy gậy: Ngọc Linh - Nhã Phương) |                                   |                     |                             |
| 18 | "Trận đánh cuối cùng"             | 5 tháng 5 năm 2023  | [ 80 ] [ 81 ] [ 82 ] [ 83 ] |
| Đây là tập cuối cùng của Sao nhập ngũ 2023. - Hội thao: Võ đài trên biển (Thi đẩy gậy: Ngọc Linh - Nhã Phương) (tiếp) - Lời nhắn gửi trước trận đánh cuối cùng - Trận đánh cuối cùng: - Họp bàn tác chiến - Hành quân - Kết thúc huấn luyện và tổng kết |                                   |                     |                             |

## Kết quả các phần thi

### Kiểm tra chỉ số ban đầu: Bơi
Tham khảo:
| Hạng | Tên        | Kết quả        | Xếp loại |
| ---- | ---------- | -------------- | -------- |
| 1    | Hoàng Yến  | 1 phút 20 giây | Giỏi     |
| 2    | Nhã Phương | 1 phút 25 giây | Giỏi     |
| 3    | Thùy Anh   | 1 phút 55 giây | Giỏi     |
| 4    | Diễm My    | 1 phút 55 giây | Giỏi     |
| 5    | Quỳnh Mai  | 2 phút         | Khá      |
| 6    | Thiên Ân   | 2 phút 35 giây | Đạt      |
| 7    | Minh Trang | 2 phút 50 giây | Đạt      |
| 8    | Ngọc Linh  | 4 phút 30 giây | Chưa đạt |

### Hội thao tiền đình
Tham khảo:
| TT | Tên        | Thời gian hoàn thành | Mực nước |
| -- | ---------- | -------------------- | -------- |
| 1  | Ngọc Linh  | 1 phút 35 giây       | 1 cm     |
| 2  | Quỳnh Mai  | 1 phút 40 giây       | 2,5 cm   |
| 3  | Minh Trang | 1 phút 30 giây       | 2,5 cm   |
| 4  | Thùy Anh   | 1 phút 30 giây       | 3,2 cm   |
| 5  | Hoàng Yến  | 1 phút 20 giây       | 3 cm     |
| 6  | Nhã Phương | 1 phút 40 giây       | 3,5 cm   |
| 7  | Diễm My    | 1 phút 30 giây       | 3,1 cm   |
| 8  | Thiên Ân   | 1 phút 25 giây       | 3,4 cm   |

Kết quả: Nhã Phương đạt thành tích tốt nhất, đứng thứ 2 là Thùy Anh và kế tiếp là Võ Hoàng Yến.

### Hội thao vận động tổng hợp
Tham khảo: 
| Hạng | Tên        | Thời gian hoàn thành |
| ---- | ---------- | -------------------- |
| 1    | Ngọc Linh  | 1 phút 54 giây       |
| 2    | Hoàng Yến  | 2 phút 2 giây        |
| 3    | Quỳnh Mai  | 2 phút 7 giây        |
| 4    | Nhã Phương | 2 phút 9 giây        |
| 5    | Diễm My    | 2 phút 18 giây       |
| 6    | Thùy Anh   | 2 phút 26 giây       |
| 7    | Thiên Ân   | 2 phút 37 giây       |
| 8    | Minh Trang | 2 phút 38 giây       |

### Hội thao tháo lắp súng

#### Tập 7
Tham khảo: 
| Hạng | Tên        | Thời gian hoàn thành |
| ---- | ---------- | -------------------- |
| 1    | Quỳnh Mai  | 1 phút 5 giây        |
| 2    | Thiên Ân   | 1 phút 9 giây        |
| 3    | Diễm My    | 1 phút 14 giây       |
| 4    | Minh Trang | 1 phút 16 giây       |
| 5    | Hoàng Yến  | 1 phút 24 giây       |
| 6    | Ngọc Linh  | 2 phút 2 giây        |
| 7    | Nhã Phương | 3 phút 15 giây       |
| 8    | Thùy Anh   | 3 phút 18 giây       |

#### Tập 10
Tham khảo: 
Hai chiến sĩ Việt Hoàng và Hoàng Hiệp tiến hành tháo lắp súng Micro Uzi cùng với một chiến sĩ cũ khác (chiến sĩ Thanh Hải). Tất cả bị bịt mắt khi thực hiện.
| Hạng | Tên        | Thời gian hoàn thành |
| ---- | ---------- | -------------------- |
| 1    | Thanh Hải  | 21 giây              |
| 2    | Việt Hoàng | 32 giây              |
| 3    | Hoàng Hiệp | 39 giây              |

### Hội thao khí công
Tham khảo: 
Các chiến sĩ mới được chia làm 4 tổ 2 người, mỗi người thực hiện một trong 2 nội dung:
- Vị trí 1: Chặt phá ngói dùng động tác tay.
- Vị trí 2: Chặt phá ngói dùng động tác chân, tầm thấp và tầm cao.

Thành tích được tính dựa theo số ngói đập được của mỗi tổ, nếu hai hay nhiều tổ đập được số ngói như nhau, thời gian được sử dụng để xếp thứ hạng cuối cùng.
| Hạng | Tổ                         | Số gạch đập được |
| ---- | -------------------------- | ---------------- |
| 1    | 1 (Nhã Phương - Quỳnh Mai) | 11 viên          |
| 2    | 2 (Diễm My - Thùy Anh)     | 10 viên          |
| 3    | 4 (Minh Trang - Thiên Ân)  | 7 viên           |
| 4    | 3 (Hoàng Yến - Ngọc Linh)  | 6 viên           |

### Hội thao co tay xà đơn
Hai chiến sĩ mới Phạm Văn Mách và Nguyễn Trần Duy Nhất sẽ thi cùng một chiến sĩ cũ khác (Hồ Anh Sĩ). Trong 1 phút, mỗi chiến sĩ thực hiện co tay xà đơn nhiều lần nhất có thể.
| Hạng | Tên      | Số lần |
| ---- | -------- | ------ |
| 1    | Văn Mách | 38 lần |
| 2    | Anh Sĩ   | 36 lần |
| 3    | Duy Nhất | 31 lần |

### Hội thao tổng hợp
8 chiến sĩ mới (nữ) được chia làm 4 tổ 2 người dựa trên kết quả hội thao khí công, mỗi người chọn một trong 4 chiến sĩ khách mời để lập thành một đội 3 chiến sĩ. Hội thao chia làm 2 lượt thi đấu:
- Đội Sức mạnh (Văn Mách - Duy Nhất): Người số 1 xếp 10 mảnh ghép thành lá cờ Tổ quốc, sau đó lấy băng đạn đưa cho người số 2. Người số 2 nhận băng đạn và lật đổ 4 lốp xe 50 kg, sau đó đưa băng đạn cho người số 3. Người số 3 nhận băng đạn chứa ba viên đạn và thực hiện tiêu diệt ba mục tiêu cố định bằng súng Micro Uzi.
- Đội Trí tuệ (Việt Hoàng - Hoàng Hiệp): Người số 1 xếp 18 mảnh ghép thành phù hiệu Binh chủng Đặc công, sau đó lấy băng đạn đưa cho người số 2. Người số 2 nhận băng đạn và lật đổ 4 lốp xe 25 kg, sau đó đưa băng đạn cho người số 3. Người số 3 nhận băng đạn chứa ba viên đạn và thực hiện tiêu diệt ba mục tiêu cố định bằng súng Micro Uzi.

Kết quả được tính theo số mục tiêu cố định tiêu diệt được và thời gian hoàn thành hội thao (Ưu tiên số mục tiêu, trong trường hợp 2 hay nhiều đội có số mục tiêu bằng nhau, đội có số thời gian ngắn hơn xếp trên).
| Hạng | Đội                                    | Thời gian (phút:giây) | Số mục tiêu bắn trúng |
| ---- | -------------------------------------- | --------------------- | --------------------- |
| 1    | 3 (Ngọc Linh - Hoàng Yến - Văn Mách)   | 14:30                 | 3                     |
| 2    | 1 (Nhã Phương - Quỳnh Mai - Duy Nhất)  | 16:04                 | 3                     |
| 3    | 2 (Thùy Anh - Diễm My - Việt Hoàng)    | 15:45                 | 1                     |
| 4    | 4 (Thiên Ân - Minh Trang - Hoàng Hiệp) | 17:17                 | 1                     |

### Hội thao dùng lượng nổ đánh mục tiêu
Các chiến sĩ thuộc Bộ phận chủ yếu sử dụng kỹ năng dùng pháo đánh mục tiêu đã học để thực hiện nội dung này. Thứ hạng chung cuộc trong hội thao này do chỉ huy quyết định.
| Hạng | Tên        |
| ---- | ---------- |
| 1    | Nhã Phương |
| 2    | Ngọc Linh  |
| 3    | Quỳnh Mai  |
| 4    | Diễm My    |
| 5    | Thùy Anh   |
| 6    | Hoàng Yến  |

### Hội thao tháo dây nút thắt
6 chiến sĩ của Bộ phận chủ yếu được chia làm 3 tổ, mỗi tổ 2 người. Cả hai sẽ tiến hành lặn xuống dưới đáy bể và tháo bỏ các nút thắt của sợi dây đã bị buộc nhiều nút. Thành tích được tính từ lúc bắt đầu lặn xuống đáy bể đến khi cả hai thành viên đưa được toàn bộ sợi dây đã tháo bỏ nút thắt lên trên mặt nước.
| Hạng | Tổ                         | Thành tích     |
| ---- | -------------------------- | -------------- |
| 1    | 1 (Nhã Phương - Quỳnh Mai) | 1 phút 5 giây  |
| 2    | 2 (Diễm My - Thùy Anh)     | 1 phút 12 giây |
| 3    | 3 (Ngọc Linh - Hoàng Yến)  | 1 phút 18 giây |

### Hội thao quân y
Hai chiến sĩ thuộc Bộ phận bảo đảm sẽ kết hợp với hai chiến sĩ cũ khác lập thành một tổ gồm 1 thương binh và 2 quân y. Quân y tiến hành băng bó và đưa vào bờ, vượt qua vật cản thứ nhất để đến cáng, sau đó đưa thương binh lên cáng và vượt qua vật cản thứ hai.
| Tổ | Thành viên băng bó    | Thương binh | Phần cần băng bó       | Thời gian thực hiện | Điểm kỹ thuật |
| -- | --------------------- | ----------- | ---------------------- | ------------------- | ------------- |
| 1  | Minh Trang - Tiến Anh | Hồng Thơm   | Vết thương ở cẳng tay  | 4 phút 20 giây      | 8             |
| 2  | Thiên Ân - Anh Sỹ     | Triệu Thinh | Vết thương ở cẳng chân | 4 phút 35 giây      | 7             |

Kết quả: Tổ 1 đạt thành tích tốt nhất.

### Hội thao vùi giấu mình dưới cát - Phi sao
Tham khảo: 
Hội thao được chia làm hai lượt (lượt 1 gồm Hoàng Yến và Thiên Ân cùng thực hiện, lượt 2 là lượt của Minh Trang). Các chiến sĩ thuộc Bộ phận bảo đảm trong lượt của mình sẽ ẩn mình dưới cát. Khi có hiệu lệnh của chỉ huy, các chiến sĩ bật dậy, tiến hành thực hiện động tác phi sao đã học để tiêu diệt lần lượt các mục tiêu. Sau khi thực hiện xong ở mục tiêu thứ nhất, các chiến sĩ thực hiện tiêu diệt các mục tiêu còn lại. Thành tích được tính dựa trên số mục tiêu được tiêu diệt và thời gian hoàn thành thử thách.
| Hạng | Thành viên thực hiện | Thành tích (mục tiêu) | Thời gian (giây) |
| ---- | -------------------- | --------------------- | ---------------- |
| 1    | Hoàng Yến            | 3                     | 28               |
| 2    | Minh Trang           | 3                     | 29               |
| 3    | Thiên Ân             | 3                     | 32               |

### Hội thao leo dây ngang
Tham khảo: 
5 chiến sĩ mới thuộc Bộ phận chủ yếu sử dụng kỹ năng leo dây ngang đã học để tiến hành leo dây ngang vượt qua hồ nước có độ dài 25 mét. Thành tích được tính dựa trên số mét dây leo được. Nếu hai hay nhiều chiến sĩ có thành tích như nhau, kết quả xếp hạng được tính theo thời gian thực hiện thử thách của các chiến sĩ đó.
| Hạng | Chiến sĩ   | Thành tích |
| ---- | ---------- | ---------- |
| 1    | Thùy Anh   | 15 mét     |
| 2    | Nhã Phương | 12 mét     |
| 2    | Quỳnh Mai  | 12 mét     |
| 3    | Ngọc Linh  | 11 mét     |
| 3    | Diễm My    | 11 mét     |

### Hội thao võ chiến đấu đặc công
Các chiến sĩ thuộc Bộ phận bảo đảm được chia thành 3 nhóm và thực hiện nhiệm vụ tác chiến. Xuất phát từ vị trí cách mép nước 5 mét, khi có hiệu lệnh bắt đầu tập, tiến hành đánh địch sử dụng kỹ năng đã học. Nhiệm vụ chỉ kết thúc khi có hiệu lệnh thôi tập của chỉ huy.
| Tổ     | Chiến sĩ                |
| ------ | ----------------------- |
| 1 (LM) | Triệu Thinh - Thanh Tâm |
| 2      | Hoàng Yến - Minh Trang  |
| 3      | Thiên Ân - Ngọc Linh    |
| 4      | Diễm My - Thùy Dung     |

Kết quả: Theo đánh giá của chỉ huy, các tổ đều có thành tích như nhau.

### Hội thao boxing
Tham khảo: 
Các chiến sĩ thuộc Bộ phận chủ yếu thi đấu vòng tròn một lượt.
| TT | Bên xanh   | Bên đỏ    |
| -- | ---------- | --------- |
| 1  | Quỳnh Mai  | Thùy Anh  |
| 2  | Nhã Phương | Thùy Anh  |
| 3  | Nhã Phương | Quỳnh Mai |

### Hội thao giải cứu con tin
Tham khảo: 
Hội thao chia làm 2 giai đoạn:
- Giai đoạn 1: Thực hiện trinh sát thực địa nhằm nắm được tình hình địch và số lượng con tin.
- Giai đoạn 2: Tiến công, tiêu diệt khủng bố và giải cứu con tin.

Thời gian được tính từ lúc bắt đầu thực hiện nhiệm vụ đến lúc hoàn thành công tác giải cứu. Nếu con tin tử vong hoặc giải cứu nhầm, nhiệm vụ thất bại.
| Tổ | Tổ              | Các thành viên                                  | Kết quả             |
| -- | --------------- | ----------------------------------------------- | ------------------- |
| 1  | Bộ phận chủ yếu | Nhã Phương Quỳnh Mai Thùy Anh Hải Linh Vân Anh  | Giải cứu thất bại   |
| 2  | Bộ phận bảo đảm | Thiên Ân Diễm My Hoàng Yến Minh Trang Ngọc Linh | Giải cứu thành công |

Kết quả: Bộ phận bảo đảm giành chiến thắng trong hội thao này.

### Hội thao vận động tổng hợp
Hội thao tổ chức thành một lượt gồm 3 dải hội thao. Các chiến sĩ trong Bộ phận chủ yếu tiến hành lần lượt như sau:
- Tại vị trí xuất phát: Sử dụng động tác vác, buộc hoặc kéo, di chuyển lốp từ vị trí ban đầu đến vị trí tiếp theo.
- Sau đó, thực hiện các động tác vận động trên chiến trường:
  - Động tác bò, bò qua lưới dây;
  - Động tác lê thấp, vượt qua bãi mìn (trừ Quỳnh Mai dùng động tác lê cao;[c] nếu chạm phải mìn, tổng thời gian cộng thêm 5 giây);
  - Động tác trườn qua hàng rào mái nhà.
- Cuối cùng, bê hòm đạn đặt lên bệ có cờ, báo cáo hoàn thành nhiệm vụ.

Thành tích được tính theo thời gian và kỹ thuật qua vật cản.
| Hạng | Chiến sĩ   | Thành tích |
| ---- | ---------- | ---------- |
| 1    | Quỳnh Mai  | 7,8 điểm   |
| 2    | Thùy Anh   | 7,6 điểm   |
| 3    | Nhã Phương | 7,5 điểm   |

### Hội thao dùng cơ động tiếp cận thuyền
Tham khảo: 
Từ khoảng cách 30m so với bờ, các chiến sĩ thuộc Bộ phận bảo đảm tiến hành bơi tiếp cận thuyền và leo dây lên thuyền, cắm cờ tại vị trí quy định.
Kết quả: Chiến sĩ Ngọc Linh thực hiện tốt nhất. Cô sẽ thi đấu với Nhã Phương - chiến sĩ có thành tích thấp nhất tại Bộ phận chủ yếu để hoàn chỉnh đội hình cho nhiệm vụ cuối cùng.

### Hội thao: Võ đài trên biển
Hội thao này là trận thi đấu đối kháng giữa người có thành tích tốt nhất ở Bộ phận bảo đảm (Ngọc Linh) và chiến sĩ có thành tích thấp nhất tại Bộ phận chủ yếu (Nhã Phương). Hai chiến sĩ thi đấu đẩy gậy ba lượt, ai thắng hai lượt sẽ thắng chung cuộc. Người thắng chung cuộc sẽ được điều lên Bộ phận chủ yếu, tham gia trận đánh cuối cùng.
✔️ Chiến sĩ giành chiến thắng lượt đấu.
| Chiến sĩ   | Lượt | Lượt | Lượt |
| Chiến sĩ   | 1    | 2    | 3    |
| ---------- | ---- | ---- | ---- |
| Ngọc Linh  |      | ✔️   |      |
| Nhã Phương | ✔️   |      | ✔️   |

## Kết quả từng ngày

### Ngày 1
Tham khảo:
| Hạng | Tên        |
| ---- | ---------- |
| 1    | Nhã Phương |
| 2    | Thùy Anh   |
| 3    | Hoàng Yến  |
| 4    | Diễm My    |
| 5    | Thiên Ân   |
| 6    | Minh Trang |
| 7    | Quỳnh Mai  |
| 8    | Ngọc Linh  |

### Ngày 2
Tham khảo: 
Ban đầu, sau ngày thứ hai này, 4 chiến sĩ có thành tích tốt nhất sẽ được giữ lại, 4 chiến sĩ còn lại sẽ phải di chuyển khỏi đơn vị để thực hiện những nhiệm vụ khác. Tuy nhiên, do chất lượng nội vụ vệ sinh không được đảm bảo ở đầu ngày thứ 3, các chiến sĩ mới vẫn được ở lại chung đơn vị dưới sự giám sát trực tiếp của chỉ huy.
| Hạng | Tên        | Tổng thời gian | Kết quả                    |
| ---- | ---------- | -------------- | -------------------------- |
| 1    | Diễm My    | 3 phút 42 giây | Được ở lại đơn vị          |
| 1    | Quỳnh Mai  | 3 phút 42 giây | Được ở lại đơn vị          |
| 3    | Hoàng Yến  | 3 phút 46 giây | Được ở lại đơn vị          |
| 4    | Minh Trang | 4 phút 4 giây  | Được ở lại đơn vị          |
| 5    | Ngọc Linh  | 4 phút 6 giây  | Bị điều chuyển khỏi đơn vị |
| 5    | Thiên Ân   | 4 phút 6 giây  | Bị điều chuyển khỏi đơn vị |
| 7    | Nhã Phương | 5 phút 34 giây | Bị điều chuyển khỏi đơn vị |
| 8    | Thùy Anh   | 6 phút 14 giây | Bị điều chuyển khỏi đơn vị |

### Ngày 3
Căn cứ vào kết quả ngày 3, các chiến sĩ được phân ra làm hai bộ phận: Bộ phận chủ yếu và Bộ phận bảo đảm. Bộ phận bảo đảm sẽ tách khỏi bộ phận chủ yếu để thực hiện những nhiệm vụ khác.
| Hạng | Tên        | Thành tích các hội thao trong ngày | Thành tích các hội thao trong ngày | Xếp vào bộ phận |
| Hạng | Tên        | Hội thao khí công                  | Hội thao tổng hợp                  | Xếp vào bộ phận |
| ---- | ---------- | ---------------------------------- | ---------------------------------- | --------------- |
| 1    | Nhã Phương | 1                                  | 2                                  | Bộ phận chủ yếu |
| 1    | Quỳnh Mai  | 1                                  | 2                                  | Bộ phận chủ yếu |
| 2    | Thùy Anh   | 2                                  | 3                                  | Bộ phận chủ yếu |
| 2    | Diễm My    | 2                                  | 3                                  | Bộ phận chủ yếu |
| 2    | Ngọc Linh  | 4                                  | 1                                  | Bộ phận chủ yếu |
| 2    | Hoàng Yến  | 4                                  | 1                                  | Bộ phận chủ yếu |
| 3    | Thiên Ân   | 3                                  | 4                                  | Bộ phận bảo đảm |
| 3    | Minh Trang | 3                                  | 4                                  | Bộ phận bảo đảm |

### Ngày 4
Tham khảo: 
Sau ngày 4, 1 chiến sĩ có thành tích thấp nhất ở Bộ phận chủ yếu sẽ được điều động sang Bộ phận bảo đảm.
| TT | Tên        | Thành tích các hội thao trong ngày | Thành tích các hội thao trong ngày | Kết quả                     |
| TT | Tên        | Hội thao pháo tay                  | Hội thao lặn                       | Kết quả                     |
| -- | ---------- | ---------------------------------- | ---------------------------------- | --------------------------- |
| 1  | Nhã Phương | 1                                  | 1                                  | Được ở lại Bộ phận chủ yếu  |
| 2  | Quỳnh Mai  | 3                                  | 1                                  | Được ở lại Bộ phận chủ yếu  |
| 3  | Thùy Anh   | 5                                  | 2                                  | Được ở lại Bộ phận chủ yếu  |
| 4  | Diễm My    | 4                                  | 2                                  | Được ở lại Bộ phận chủ yếu  |
| 5  | Ngọc Linh  | 2                                  | 3                                  | Được ở lại Bộ phận chủ yếu  |
| 6  | Hoàng Yến  | 6                                  | 3                                  | Chuyển sang Bộ phận bảo đảm |

### Ngày 5
Tham khảo: 
Dựa trên kết quả của các hội thao trong ngày, đơn vị lựa chọn 3 chiến sĩ ở lại Bộ phận chủ yếu để thực hiện nhiệm vụ cuối cùng. Hai chiến sĩ còn lại sẽ được chuyển sang Bộ phận bảo đảm.
| TT | Tên        | Kết quả                     |
| -- | ---------- | --------------------------- |
| 1  | Nhã Phương | Được ở lại Bộ phận chủ yếu  |
| 2  | Quỳnh Mai  | Được ở lại Bộ phận chủ yếu  |
| 3  | Thùy Anh   | Được ở lại Bộ phận chủ yếu  |
| 4  | Diễm My    | Chuyển sang Bộ phận bảo đảm |
| 5  | Ngọc Linh  | Chuyển sang Bộ phận bảo đảm |

## Bảng xếp hạng chung cuộc
Tham khảo:
Sau hội thao giải cứu con tin, do có sự chênh lệch giữa hai bộ phận, đơn vị sẽ dựa vào kết quả hội thao vận động tổng hợp (Bộ phận chủ yếu) và hội thao dùng cơ động tiếp cận thuyền (Bộ phận bảo đảm) để lựa chọn một chiến sĩ của mỗi bộ phận (chiến sĩ xếp thứ 3 Bộ phận chủ yếu và chiến sĩ xếp thứ 1 của Bộ phận bảo đảm) đối đầu trực tiếp trong nhiệm vụ đẩy gậy để xác định đội hình hoàn chỉnh cho nhiệm vụ cuối cùng. Bảng xếp hạng dưới đây là bảng xếp hạng chung cuộc.
| Bộ phận         | Hạng | Tên        |
| --------------- | ---- | ---------- |
| Bộ phận chủ yếu | 1    | Quỳnh Mai  |
| Bộ phận chủ yếu | 2    | Thùy Anh   |
| Bộ phận chủ yếu | 3    | Nhã Phương |
| Bộ phận bảo đảm | 1    | Ngọc Linh  |
| Bộ phận bảo đảm | 2    | Hoàng Yến  |
| Bộ phận bảo đảm | 3    | Diễm My    |
| Bộ phận bảo đảm | 4    | Thiên Ân   |
| Bộ phận bảo đảm | 5    | Minh Trang |

## Đón nhận
Hoa Học Trò nhận định Sao nhập ngũ 2023 đã nhận được sự quan tâm lớn từ khán giả ngay từ khi công bố thông tin về các nghệ sĩ tham gia chương trình.
Báo Dân Việt nhận định tập 8 của chương trình đã cho khán giả thấy được sự khác biệt, mới lạ của chương trình so với những mùa trước đây. Theo tác giả Yến Linh, mùa này không còn là cuộc trải nghiệm môi trường quân ngũ đơn thuần của các nghệ sĩ, mà trái lại, mùa này có sự phân tranh khốc liệt, nơi mà những người có thành tích yếu buộc phải rời đi, đúng như những gì chương trình đã từng hé lộ trước đó. Tuy không còn giữ được sức hút như các mùa đầu tiên, chương trình vẫn nhận được phản hồi tích cực từ phía khán giả. Theo báo Dân Việt, nhiều ý kiến đánh giá cao nỗ lực của những người làm chương trình trong việc làm mới một game show trong môi trường quân đội. Bên cạnh đó, sự tham gia nhiệt tình của các nghệ sĩ trẻ trong các hoạt động quân đội cũng là một trong những yếu tố tăng sức hấp dẫn cho chương trình.

## Tranh cãi

### Trước chương trình
Ngay khi các thành viên được tiết lộ, sự xuất hiện của Nhã Phương đã tạo nên nhiều luồng ý kiến trái chiều. Nhiều người lo ngại cô sẽ tiếp tục là nhân tố gây tranh cãi trong chương trình bởi trước đó, sự xuất hiện của cô tại 2 ngày 1 đêm với vai trò khách mời đã không tạo nên những hiệu ứng như kỳ vọng. Bên cạnh đó, một số khán giả lo ngại Nhã Phương khó lòng theo kịp với một chương trình đòi hỏi thể lực cao như Sao nhập ngũ. Trong khi đó, Đoàn Thiên Ân cũng bị nhiều khán giả đòi loại khỏi chương trình vì vướng phải chỉ trích liên quan đến việc đạo văn trong quá trình dự thi Hoa hậu Hòa bình Việt Nam 2022.

### Trong chương trình

#### Liên quan đến các thành viên
Trong tập đầu tiên, Mai Âm Nhạc trở thành nhân tố gây tranh cãi vì khuôn mặt trang điểm quá đậm như đi diễn, không phù hợp với môi trường quân đội. Cô kẻ mắt sắc lẹm, trang điểm cầu kỳ khi thực hiện nhiệm vụ đầu tiên, trong khi đồng đội cô chỉ dùng son môi. Không ít khán giả để lại bình luận cho rằng Mai Âm Nhạc đang không tôn trọng môi trường quân ngũ khi trang điểm cầu kỳ, nhưng một số khác cho rằng cô không có đủ thời gian để tẩy trang vì phải vội vàng thay trang phục để làm nhiệm vụ đầu tiên. Mặc dù vậy, trong tập 6, khán giả phát hiện Diễm My 9x dù đã bước sang ngày 2 trong môi trường quân đội nhưng đã nhìn rõ thấy nét kẻ mắt đen, lớp má hồng trên sóng truyền hình. Điều này chứng minh rằng các chiến sĩ mới vẫn kịp trang điểm để lên sóng truyền hình mà không bị chỉ huy trách phạt.
Trường hợp tương tự cũng xảy ra với Trang Hý trong tập 2 khi cô trang điểm đậm, đánh má hồng và son màu đỏ đậm dù được giữ một số mỹ phẩm, đồ make up đơn giản. Không những vậy, Trang Hý còn có cách hành xử kém duyên với đồng đội. Trước đó ở tập 1, cô cũng gây tranh cãi khi mang quá nhiều đồ đạc vào đơn vị.

#### Liên quan đến chương trình
Sau 5 tập phát sóng, nội dung chưong trình mới chỉ dừng lại ở những hoạt động trong ngày đầu tiên nhập ngũ, và chưa qua đến ngày thứ 2, khiến nhiều khán giả tỏ ra bất bình và ức chế. Điều này cũng đã từng xảy ra ở Sao nhập ngũ 2022, khi ngày nhập ngũ đầu tiên được chia thành 4 tập và phát sóng trong vòng 1 tháng. Chưa dừng lại ở đó, việc chương trình làm gián đoạn mạch theo dõi của người xem bằng hai tập đặc biệt tri ân khán giả cũng gây làn sóng phẫn nộ. Một khán giả cho rằng hai tập đặc biệt này được thêm vào để các chiến sĩ nữ giao lưu lạc nhịp, không ăn khớp với chương trình. Hệ quả là hai tập đặc biệt này chỉ nhận được gần 200 nghìn lượt xem.
Mặc dù đã lên sóng đến tập 9 nhưng hiệu ứng truyền thông, lượt xem cũng không nhiều. Một bài viết trên Thể thao & Văn hóa nhận định, so với các mùa trước, Sao nhập ngũ 2023 đã "giảm sức hút", ít được quan tâm, lượt xem giảm dần qua từng tập và mức độ bàn luận trên các diễn đàn kém hơn. Ngoài việc bị nhận xét dài dòng, chương trình còn mắc lỗi chèn quá nhiều quảng cáo. Bài viết cho hay việc đưa quảng cáo vào chương trình làm cho khán giả cảm thấy ngán ngẩm, bởi nội dung chương trình mới là thứ mà họ quan tâm. Khán giả cho rằng việc chèn quảng cáo một cách lộ liễu vào một chương trình như Sao nhập ngũ vô tình giảm đi tính chuyên nghiệp, nghiêm túc của môi trường quân đội dù ai cũng biết chương trình cần quảng cáo để có thêm nguồn thu.
Ngoài ra, mùa này còn nhận về nhiều ý kiến cho rằng các nghệ sĩ đang cố tình diễn để tạo tiếng cười và thiếu sự quyết tâm ở các thử thách, khiến người xem có cảm giác khó chịu vì có cảm giác như đang xem các nghệ sĩ đi chơi, đi du lịch hơn là tham gia chương trình về quân đội. Việc họ tham gia chương trình còn bị khán giả cho là chỉ với mục đích PR bản thân chứ không thật sự nghiêm túc. Các chỉ huy cũng bị nhận xét là thiếu sự nghiêm khắc với các chiến sĩ, làm giảm đi sự nghiêm minh của môi trường quân đội cũng như tính kỷ luật, sự kiên cường và tinh thần trách nhiệm của một người lính.
Bên cạnh đó, Sao nhập ngũ bị đánh giá là lạm dụng việc ghép đôi để đẩy độ hot cho chương trình. Bài viết trên Thể thao & Văn hóa khẳng định kịch bản rời rạc, các tình tiết sắp xếp không hợp lý và bị cho là "diễn quá đà" là những yếu tố khiến việc thêm những tình tiết khiên cưỡng này của ê-kíp nhận phản ứng ngược, chẳng hạn như tình huống ghép đôi chiến sĩ Tiến Anh với Linh Ngọc Đàm. Việc mời Nguyễn Việt Long - người từng xuất hiện và nhận được sự chú ý trong mùa thứ 11 -  trở lại cũng bị khán giả coi là "câu view" nhằm kéo khán giả của mùa được cho là thành công nhất.